# Jean-Charles Clichet
Jean-Charles Clichet, né le 31 juillet 1981, est un acteur français.

## Biographie
Il est formé à l’École supérieure d'art dramatique de Strasbourg.

## Théâtre
- 2018 : Les Idoles : Serge Daney

## Filmographie

### Cinéma
- 2011 : Les Bien-aimés de Christophe Honoré
- 2014 : Situation amoureuse : C'est compliqué de Manu Payet : Jérémie
- 2014 : La Ritournelle de Marc Fitoussi : Régis
- 2016 : Les Malheurs de Sophie de Christophe Honoré : Baptistin
- 2017 : Simon et Théodore de Mikael Buch : Marc
- 2017 : K.O. de Fabrice Gobert : Jeff
- 2018 : Un peuple et son roi de Pierre Schoeller : Jérôme Pétion de Villeneuve
- 2018 : Premières Vacances de Patrick Cassir : Jérôme
- 2021 : Présidents d'Anne Fontaine : Damien
- 2021 : Les Amours d'Anaïs de Charline Bourgeois-Tacquet : Yoann
- 2022 : En roue libre de Didier Barcelo : Paul
- 2022 : Viens je t'emmène d'Alain Guiraudie : Médéric
- 2022 : C'est mon homme de Guillaume Bureau : Antoine
- 2023 : Vivants d'Alix Delaporte : Kosta
- 2023 : En attendant la nuit de Céline Rouzet : Georges
- 2024 : Les Barbares de Julie Delpy : Sébastien Lejeune
- 2024 : En tongs au pied de l'Himalaya de John Wax : Thomas
- 2025 : Alpha de Julia Ducournau

### Télévision
- 2010 : Marion Mazzano : Ludovic
- 2016 : Le Temps d'Anna : Abraham Blum
- 2019 : Mytho : Jeff
- 2019 : Une belle histoire : Georges
- 2021 : OVNI(s) d'Antony Cordier : François Duluc / Zorel
- 2022 : Les Particules élémentaires (téléfilm réalisé par Antoine Garceau) : Michel Djerzinski